# Gran Premi de Gran Bretanya del 2010
El Gran Premi de Gran Bretanya de Fórmula 1 de la Temporada 2010 s'ha disputat al circuit de Silverstone, l'11 de juliol del 2010.

## Qualificació
| Pos | No | Pilot              | Constructor            | Part 1   | Part 2   | Part 3   | Sortida |
| --- | -- | ------------------ | ---------------------- | -------- | -------- | -------- | ------- |
| 1   | 5  | Sebastian Vettel   | Red Bull - Renault     | 1:30.841 | 1:30.480 | 1:29.615 | 1       |
| 2   | 6  | Mark Webber        | Red Bull - Renault     | 1:30.858 | 1:30.114 | 1:29.758 | 2       |
| 3   | 8  | Fernando Alonso    | Ferrari                | 1:30.997 | 1:30.700 | 1:30.426 | 3       |
| 4   | 2  | Lewis Hamilton     | McLaren - Mercedes     | 1:31.297 | 1:31.118 | 1:30.556 | 4       |
| 5   | 4  | Nico Rosberg       | Mercedes               | 1:31.626 | 1:31.085 | 1:30.625 | 5       |
| 6   | 11 | Robert Kubica      | Renault                | 1:31.680 | 1:31.344 | 1:31.040 | 6       |
| 7   | 7  | Felipe Massa       | Ferrari                | 1:31.313 | 1:31.010 | 1:31.172 | 7       |
| 8   | 9  | Rubens Barrichello | Williams - Cosworth    | 1:31.424 | 1:31.126 | 1:31.175 | 8       |
| 9   | 22 | Pedro de la Rosa   | BMW Sauber - Ferrari   | 1:31.533 | 1:31.327 | 1:31.274 | 9       |
| 10  | 3  | Michael Schumacher | Mercedes               | 1:32.058 | 1:31.022 | 1:31.430 | 10      |
| 11  | 14 | Adrian Sutil       | Force India - Mercedes | 1:31.109 | 1:31.399 |          | 11      |
| 12  | 23 | Kamui Kobayashi    | BMW Sauber - Ferrari   | 1:31.851 | 1:31.421 |          | 12      |
| 13  | 10 | Nico Hülkenberg    | Williams - Cosworth    | 1:32.144 | 1:31.635 |          | 13      |
| 14  | 1  | Jenson Button      | McLaren - Mercedes     | 1:31.435 | 1:31.699 |          | 14      |
| 15  | 15 | Vitantonio Liuzzi  | Force India - Mercedes | 1:32.226 | 1:31.708 |          | 201     |
| 16  | 12 | Vitali Petrov      | Renault                | 1:31.638 | 1:31.796 |          | 15      |
| 17  | 16 | Sébastien Buemi    | Toro Rosso - Ferrari   | 1:31.901 | 1:32.012 |          | 16      |
| 18  | 17 | Jaime Alguersuari  | Toro Rosso - Ferrari   | 1:32.430 |          |          | 17      |
| 19  | 19 | Heikki Kovalainen  | Lotus - Cosworth       | 1:34.405 |          |          | 18      |
| 20  | 24 | Timo Glock         | Virgin - Cosworth      | 1:34.775 |          |          | 19      |
| 21  | 18 | Jarno Trulli       | Lotus - Cosworth       | 1:34.864 |          |          | 21      |
| 22  | 25 | Lucas di Grassi    | Virgin - Cosworth      | 1:35.212 |          |          | 22      |
| 23  | 20 | Karun Chandhok     | HRT - Cosworth         | 1:36.576 |          |          | 23      |
| 24  | 21 | Sakon Yamamoto     | HRT - Cosworth         | 1:36.968 |          |          | 24      |

Notes:
1.^  – Vitantonio Liuzzi ha estat penalitzat 5 places a la graella per estorbar Nico Hülkenberg.

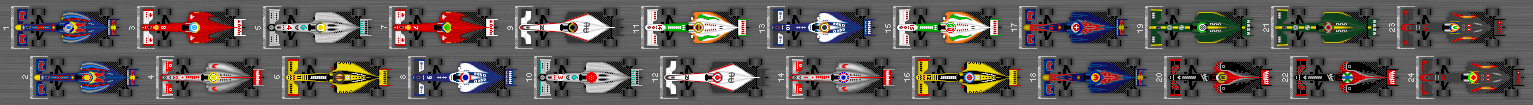
Posicions després de la qualificació

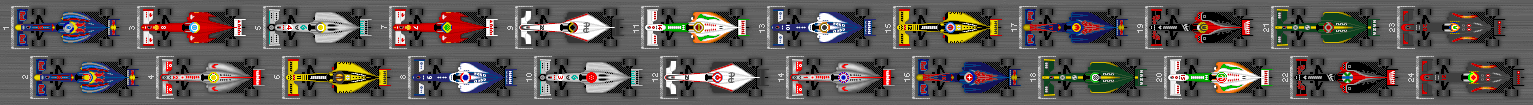
Posicions de la sortida després de la penalització

## Resultats de la cursa
| Pos. | Nº | Pilot              | Equip                  | Voltes | Temps/Retirada   | Graella | Punts |
| ---- | -- | ------------------ | ---------------------- | ------ | ---------------- | ------- | ----- |
| 1    | 6  | Mark Webber        | Red Bull - Renault     | 52     | 1h 24’ 38. 200   | 2       | 25    |
| 2    | 2  | Lewis Hamilton     | McLaren - Mercedes     | 52     | + 1.360 s        | 4       | 18    |
| 3    | 4  | Nico Rosberg       | Mercedes               | 52     | + 21.307 s       | 5       | 15    |
| 4    | 1  | Jenson Button      | McLaren - Mercedes     | 52     | + 21.986 s       | 14      | 12    |
| 5    | 9  | Rubens Barrichello | Williams - Cosworth    | 52     | + 31.456 s       | 8       | 10    |
| 6    | 23 | Kamui Kobayashi    | BMW Sauber - Ferrari   | 52     | + 32.171 s       | 12      | 8     |
| 7    | 5  | Sebastian Vettel   | Red Bull - Renault     | 52     | + 36.734 s       | 1       | 6     |
| 8    | 14 | Adrian Sutil       | Force India - Mercedes | 52     | + 40.932 s       | 11      | 4     |
| 9    | 3  | Michael Schumacher | Mercedes               | 52     | + 41.599 s       | 10      | 2     |
| 10   | 10 | Nico Hülkenberg    | Williams - Cosworth    | 52     | + 42.012 s       | 13      | 1     |
| 11   | 15 | Vitantonio Liuzzi  | Force India - Mercedes | 52     | + 42.459 s       | 20      |       |
| 12   | 16 | Sébastien Buemi    | Toro Rosso - Ferrari   | 52     | + 47.627 s       | 16      |       |
| 13   | 12 | Vitali Petrov      | Renault                | 52     | + 59.374 s       | 15      |       |
| 14   | 8  | Fernando Alonso    | Ferrari                | 52     | + 1’ 02.385 min. | 3       |       |
| 15   | 7  | Felipe Massa       | Ferrari                | 52     | + 1’ 07.489 min. | 7       |       |
| 16   | 18 | Jarno Trulli       | Lotus - Cosworth       | 51     | + 1 Volta        | 21      |       |
| 17   | 19 | Heikki Kovalainen  | Lotus - Cosworth       | 51     | + 1 Volta        | 18      |       |
| 18   | 24 | Timo Glock         | Virgin - Cosworth      | 50     | + 2 Voltes       | 19      |       |
| 19   | 20 | Karun Chandhok     | HRT - Cosworth         | 50     | + 2 Voltes       | 23      |       |
| 20   | 21 | Sakon Yamamoto     | HRT - Cosworth         | 50     | + 2 Voltes       | 24      |       |
| Ret  | 17 | Jaime Alguersuari  | Toro Rosso - Ferrari   | 44     | Frens            | 18      |       |
| Ret  | 22 | Pedro de la Rosa   | BMW Sauber - Ferrari   | 29     | Col·lisió        | 9       |       |
| Ret  | 11 | Robert Kubica      | Renault                | 19     | Direcció         | 6       |       |
| Ret  | 25 | Lucas di Grassi    | Virgin - Cosworth      | 9      | Hidràulics       | 22      |       |

## Altres
- Pole: Sebastian Vettel 1' 29. 615

- Volta ràpida: Fernando Alonso 1' 30. 874 (a la volta 52)